# Len Zengel
Len Zengel (ur. 15 marca 1887 roku w Daytonie, zm. 24 września 1963 roku w Bryn Mawr) – amerykański kierowca wyścigowy.

## Kariera
W swojej karierze Zengel startował głównie w Stanach Zjednoczonych w mistrzostwach AAA Championship Car oraz towarzyszącym mistrzostwom słynnym wyścigu Indianapolis 500. W pierwszym sezonie startów, w 1909 roku nie zdobywał punktów. W 1910 roku wygrał nie zaliczany do klasyfikacji wyścig Fairmount Park. Rok później dwukrotnie stawał na podium, w tym raz na jego najwyższym stopniu - w Elgin. Był również trzykrotnie najlepszy w Galveston Beachoigi, jednak te wyścigi nie były zaliczane do klasyfikacji mistrzostw. AAA Championship Car Z dorobkiem 810 punktów został sklasyfikowany na siódmym miejscu w końcowej klasyfikacji kierowców. Rok później osiągnął linię mety toru Indianapolis Motor Speedway jako szósty. W mistrzostwach AAA zdobył sześćdziesiąt punktów. Został sklasyfikowany na 32 pozycji w klasyfikacji generalnej kierowców.